# Auftrag für morgen
Auftrag für morgen ist ein Kurzdokumentarfilm von Ulrich Weiß von 1969.

## Inhalt
Der Film sollte die Hochschulreform in der DDR von 1969 erläutern. Dazu wurden auch Forschungsstudentinnen der Sektion Schiffstechnik an der Universität Rostock vorgestellt.

## Hintergründe
Auftrag für morgen war der Diplomfilm  von Ulrich Weiß an der Filmhochschule Babelsberg. Er musste nach der ersten Fassung noch einmal überarbeitet werden, da die Bedeutung der Rolle der Arbeiterklasse bis dahin noch nicht ausreichend gewürdigt worden war. Das Szenarium verfasste die Schriftstellerin Helga Schütz.
Der Film wurde 1969 beim Internationalen Dokumentarfilmfestival in Leipzig aufgeführt und am 16. Dezember 1969 im DDR-Fernsehen gezeigt.

## Auszeichnungen
- 1969 Artur-Becker-Medaille in Silber, für das Filmkollektiv